# Nacerdes decora
Nacerdes decora là một loài bọ cánh cứng trong họ Oedemeridae. Loài này được Semenov-Tian-Shanskii & Arnoldi miêu tả khoa học năm 1937.